# LaSexta
laSexta este o televiziune privată generalistă din Spania. Difuzează programe de sport și divertisment.